# Sherpames
Sherpames (Periparus rubidiventris) är en asiatisk fågel i familjen mesar inom ordningen tättingar.

## Utseende
Sherpamesen är en 12 centimeter lång mes, lik shimlamesen (P. rufonuchalis). Sherpamesen är dock mindre, har mindre svart haklapp och där utbredningen överlappar rostfärgad buk istället för grå. Den östliga underarten beavani har dock grå buk.

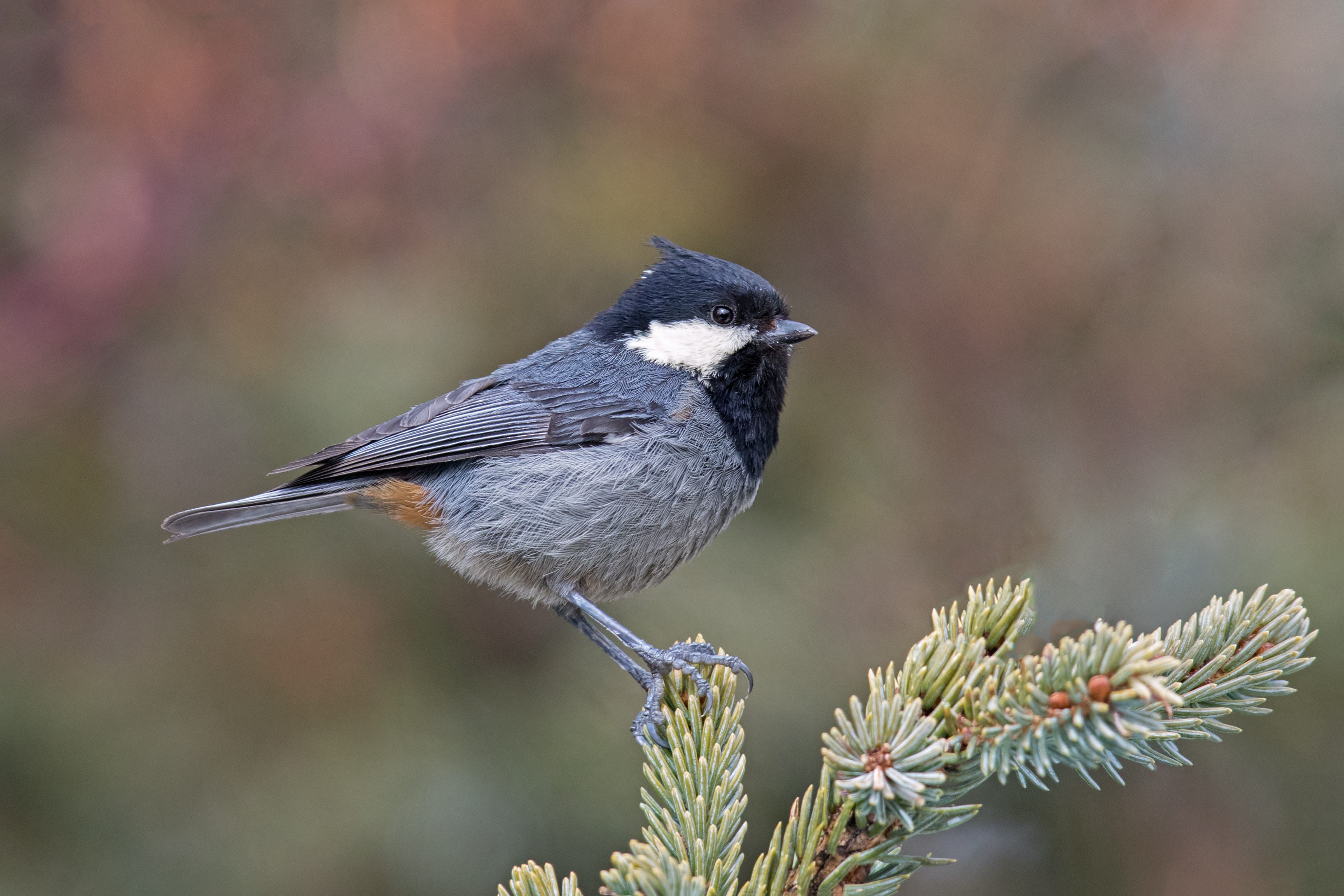

## Utbredning och systematik
Sherpames delas upp i tre underarter med följande utbredning:
- Periparus rubidiventris rubidiventris – förekommer i rhododendronskogar från nordvästra Indien till centrala Nepal
- rubidiventris beavani – från centrala Nepal till nordöstra Myanmar, nordöstra Indien, södra Tibet och sydvästra Kina
- rubidiventris saramatii – lokalt i nordvästra Myanmar (Mount Sarameti i Naga Hills)

Ofta urskiljs en fjärde underart, whisterli, för fåglar förekommande i Yunnan och Sichuan i södra och centrala Kina samt i nordöstra Myanmar.

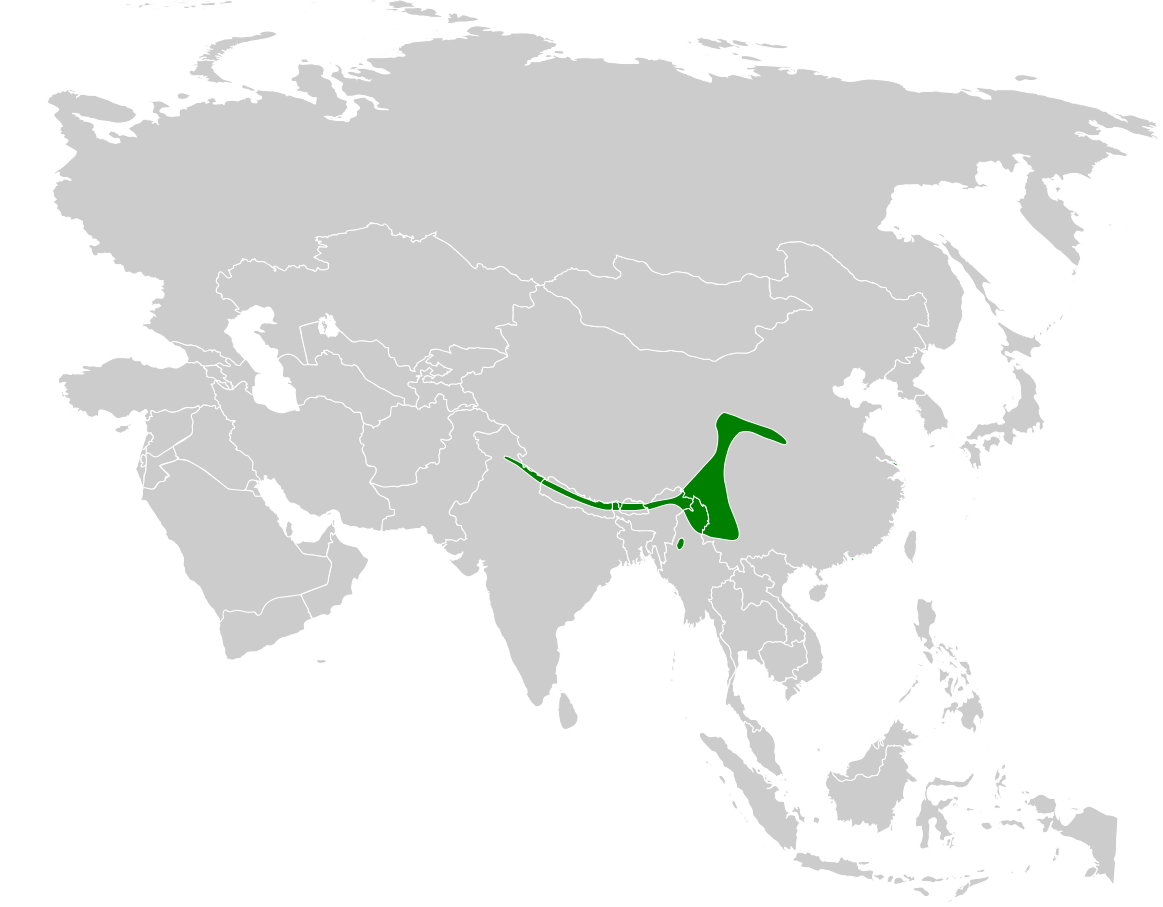
Sherpamesens utbredningsområde.

### Släktestillhörighet
Arten placerade tidigare i det stora messläktet Parus. Data från jämförande studier av DNA och morfologi visade att en uppdelning av släktet bättre beskriver mesfåglarnas släktskap varför de flesta auktoriteter idag behandlar Periparus som ett distinkt släkte.

## Levnadssätt
Sherpamesen förekommer i skog, företrädesvis lövskog dominerat av ek. Födan är dåligt känd men antas bestå av små ryggradslösa djur och dess larver, men även frön. Fågeln ses i par eller i grupper om upp till 20 individer. Den häckar mellan april och juni i Himalaya. Boet som huvudsakligen består av mossa och djurhår placeras upp till sex meter ovan mark i ett hålutrymme i ett träd.

## Status och hot
Arten har ett stort utbredningsområde, men tros minska i antal, dock inte tillräckligt kraftigt för att den ska betraktas som hotad. Internationella naturvårdsunionen IUCN listar arten som livskraftig (LC). Världspopulationen har inte uppskattats men den beskrivs som vanlig i Himalaya, Myanmar och Tibet men ovanlig eller sällsynt i andra områden.